# Lycophotia occidentalis
Lycophotia occidentalis är en fjärilsart som beskrevs av Bell 1860. Lycophotia occidentalis ingår i släktet Lycophotia och familjen nattflyn. Inga underarter finns listade i Catalogue of Life.